# Ellen Hall
Ellen Hall, született Ellen Joanna Johnson (Los Angeles, 1923. április 18. – Bellevue, 1999. március 24.) amerikai színésznő.
Hall az 1940-es évek és az 1950-es évek elején amerikai B-filmek színésznőjeként szerzett hírnevet. Karrierje elején vonzereje megnyitotta az ajtókat a filmstúdiók előtt, így 1943-ban a híres Goldwyn Girls egyik tagja lett. Később főleg mellékszerepeket játszott a korszak népszerű westernfilmjeiben. Emellett számos családi vígjátékban és musicalben is szerepelt. 1952-ben vonult vissza a filmezéstől és a televíziózástól.

## Pályafutása

### Korai évek
Hall édesanyja Ella Hall némafilmszínésznő volt. Apja a színészből lett rendező, Emory Johnson volt. Élete nagy részét Los Angelesben töltötte. 1924-re Ellen édesanyja beadta a válókeresetet. Szülei 1925 végén kibékültek, majd 1926 márciusában tragédia történt. Miközben Ella és a gyerekek egy forgalmas utcán mentek át Hollywoodban, Ellen 5 éves bátyját, Alfredot elütötte egy teherautó, és meghalt.A baleset újabb kibékülésre adott okot. Hogy megerősítsék házasságukat, Ella és Emory úgy döntöttek, hogy még egy utolsó gyermeket vállalnak. Ellen egyetlen húga, Diana Marie 1929 októberében született.
1930-ban Ella és Emory Johnson között mégis elmélyültek az ellentétek, és válólevelüket véglegesítették. Ella és három gyermeke Ella édesanyjához költözött. Ella édesanyja, Mary Hall egy szerény spanyol lakásban lakott Észak-Hollywoodban. Hogy eltartsa három gyermekét, Ella új eladói állást vállalt egy előkelő női ruhaboltban - I. Magnin, a Hollywood Boulevardon. Ella sok időt töltött a bíróságon a tartásdíjfizetések követeléséeivel. Ez a harag valószínűleg hozzájárult ahhoz, hogy a gyerekek elhidegültek az apjuktól.
Hall első filmszerepét fiatal lányként jegyzik az All Quiet on the Western Front című filmben. Hall hétéves volt, amikor megkapta a szerepet. A The Encyclopedia of Feature Players of Hollywood, Volume 1 című könyv tartalmaz egy interjút Hall bátyjával, Richard Emoryval, amelyben a bátyja felidézi egy kis szerepét, amelyet a filmben kapott, édesanyjuk Ella Hall szerepét, aki egy ápolónőt játszik, és nem tesz említést arról, hogy Hall egyáltalán ott volt a forgatáson. Ezen állítások egyike sem ellenőrizhető. A bátyja visszaemlékezései negyven évvel később történtek.

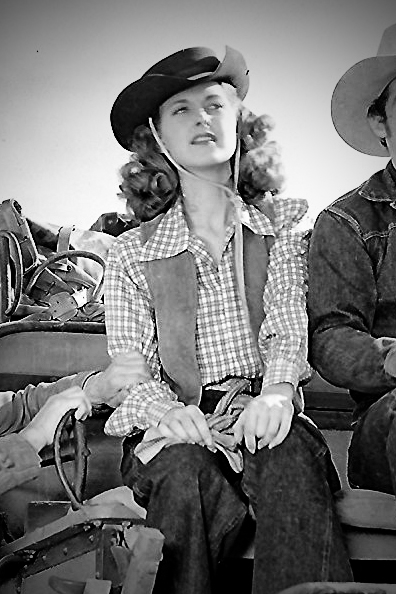

Hall 1941-ben töltötte be 18. életévét és debütált a filmvásznon. Sikerült szereznie egy szerepet a The Chocolate Soldier című musicalben, amelynek Nelson Eddy volt a főszereplője. Filmes karrierje több musicalben is szerepelt. 1943 második felében a 21 éves Hall egyike lett a harmincnégy elbűvölő Goldwyn-lánynak, aki szerepet kapott a Danny Kaye és Dinah Shore főszereplésével készült Up in Arms című musicalben. A forgatáson készült promóciós fotóján ez áll: - "1,80 méter magas, 123 fontot nyom, barna hajú és kék szemű." A filmet 1944 februárjában mutatták be. Ismét 1944-ben Bing Crosbyval és Betty Huttonnal dolgozott együtt a Here Come the Waves című filmben. 1945-ben ismét Goldwyn-lány volt a Csodálatos ember című musicalprodukcióban, Danny Kaye és Virginia Mayo főszereplésével. 1946-ban egy újabb musical következett a Busby Berkeley-féle Cinderella Jones című produkcióban, Robert Alda és Joan Leslie főszereplésével.
Bár sokféle műfajban talált munkát, színészi szerepét a B kategóriás westernfilmekben találta meg. Hall első női főszerepét a Monogram Picture 1943-as produkciójában, a Johnny Mack Brown és Raymond Hatton főszereplésével készült Outlaws of the Stampede című filmben kapta. 1944 elején ismét női főszerepet kapott egy másik Johnny Mack Brown-westernben, a Monogram Picture Raiders of the Border című filmjében. Egy harmadik Johnny Mack Brown-westernt is forgatott 1944 második felében, a Range Law című filmben. Ezután egy másik 1944-es produkcióban, az ötvenharmadik Hopalong Cassidy-filmben, a Lumberjackben (Favágó), amelyben William Boyd játszotta Hopalong Cassidyt, a női főszerepet. Utolsó női főszerepét 1944-es westernprodukciókban játszotta: Brand of the Devil és Republic Pictures Call of the Rockies, Sunset Carson és Smiley Burnette főszereplésével. Kevesebb westernszerep követte 1944-es házasságát és más filmes kötelezettségeit. 1946-ban a Thunder Town női főszerepét szerezte meg Bob Steele főszereplésével. 1949-ben Jimmy Wakelyvel szemben játszott a Törvénytelen kód című filmben. Ez a film volt az utolsó westernfilmszerepe.
Az 1944-es westernszerepei között sikerült szerepet kapnia Lugosi Béla rég elhunyt feleségeként a Voodoo Man című produkcióban. A filmben John Carradine is szerepelt.
Hall az 1950-es évek elején egy televíziós sorozatban talált munkát. Három epizódban szerepelt a The Cisco Kid című sorozatban. Véletlen egybeesés, hogy miközben ő a The Cisco Kid című sorozatban dolgozott, bátyja, Richard Emory színészi karrierjének kezdeti szakaszában volt, és ugyanebben a televíziós sorozatban talált munkát.
Hall utolsó hollywoodi filmje az 1951-es Bowery Battalion című produkció volt, amelyben a The Bowery Boys szerepelt. 1952-ben visszavonult a filmezéstől. Ekkor 29 éves volt.

### Házassága
1944 februárjában Ann Sheridan színésznő a Shine On, Harvest Moon című filmben Nora Bayes szerepére készült. Hall asszisztált Sheridannek, miközben ő a dalon dolgozott. A forgatáson Sheridan bemutatta Hallt Lee Langer tengerészgyalogos vadászpilótának. Langer százados részt vett az 1942-es guadalcanal-i csatában. Hall és Langer azonnal kapcsolatba kerültek egymással. 1944 márciusában jelentették be eljegyzésüket. 1944-ben tervezték a korai házasságkötést, de végül majdnem egy évet vártak.
1944 decemberének egyik vasárnap délutánján Frances Marion hollywoodi otthonában házasodtak össze. Mivel Hall Goldwyn-lány volt, logikus volt, hogy egy hasonló lány, Rickie VanDusen legyen a tanúja. Hall édesanyja Mary Pickfordot jó barátnőjének tekintette. Az esküvőt követő fogadáson Pickford ott volt a fogadósorban. Az esküvőt leíró újságcikk az édesapját "A néhai Emory Johnson"-ként említette. Apa és lánya akkoriban elhidegültek egymástól. Hall 21 éves volt a házasságkötéskor.

### Későbbi filmjei
1944-es házassága után még hat filmben játszott, és három epizódban szerepelt a The Cisco Kid című sorozatban. 1952-re visszavonult a filmezéstől. A házaspár a Los Angeles-i Woodland Hills egy csendes zsákutcájába költözött. Fia nevelésének és a helyi önkéntes munkáknak szentelte magát. Tagja volt a Motion Picture and Television Relief Fund önkéntes csoportjának. A szervezet önkéntes elnöke volt 1969 és 1970 között. Tagja volt a Women's Club of the Desertnek is, amely rendszeresen találkozott a Palm Desert Country Clubban.
Férje hollywoodi étteremtulajdonos lett. Az Encore Cafe nevű előkelő éttermet vezette, amely az észak-hollywoodi La Cienega Boulevardon található. Az étterem egyike volt a La Cienega Boulevardon található számos előkelő étteremnek, azon a területen, amely később Hollywood étteremsorává vált. 1951-ben a tengerészgyalogos tartalékosok őrnagya lett.

### Halála
Miután Los Angelesben élt, a házaspár a mexikói Rosarito Beachre vonult vissza. Langer a kaliforniai San Diego San Ysidróban halt meg 76 éves korában, miután ő és Hall 50 évig voltak házasok. Halála után Hall a nebraskai Bellevue-ba költözött, hogy közelebb legyen a fiához. 1999. március 24-én Ellen Hall a Bellevue-i Hillcrest Care and Rehabilitation Centerben lakva halt meg egy stroke szövődményei következtében. Bellevue-ben zártkörű szertartást tartottak számára. Hamvait édesanyja és nővére mellett a Forest Lawn Memorial Parkban temették el a kaliforniai Glendale-ben. Elidegenedett apját egy sarokkal arrébb temették el. Ellen Hall Langer 75 éves volt halálakor.

## Filmjei
| Poszter | Név                                                           | Megjelenés | Szerep               | Hitelesített | Műfaj    |
| ------- | ------------------------------------------------------------- | ---------- | -------------------- | ------------ | -------- |
|         | Nyugaton a helyzet változatlan All Quiet on the Western Front | 1930       | Fiatal lány          | nem          | Háborús  |
|         | The Chocolate Soldier                                         | 1941       | Autogram kérő        | nem          | Musical  |
|         | Outlaws of Stampede Pass                                      | 1943       | Mary Lewis           | igen         | Western  |
|         | Raiders of the Border                                         | 1944       | Bonita Bayne         | igen         | Western  |
|         | Voodoo Man                                                    | 1944       | Evelyn Marlowe       | igen         | Horror   |
|         | Anyámasszony katonája Up in Arms                              | 1944       | Goldwyn Girl         | nem          | Musical  |
|         | Lumberjack                                                    | 1944       | Julie Peters Jordan  | igen         | Western  |
|         | Range Law                                                     | 1944       | Lucille Gray         | igen         | Western  |
|         | Call of the Rockies                                           | 1944       | Marjorie Malloy      | igen         | Western  |
|         | Brand of the Devil                                            | 1944       | Molly Dawson         | igen         | Western  |
|         | Here Come the Waves                                           | 1944       | Johnny Cabot rajongó | nem          | Musical  |
|         | Having Wonderful Crime                                        | 1945       | Szépség              | nem          | vígjáték |
|         | Csuda pasi Wonder Man                                         | 1945       | Goldwyn Girl         | nem          | Musical  |
|         | Cinderella Jones                                              | 1946       | Junior Liga-játékos  | nem          | Musical  |
|         | Thunder Town                                                  | 1946       | Betty Morgan         | igen         | Western  |
|         | Lawless Code                                                  | 1949       | Rita Caldwell        | igen         | Western  |
|         | Bowery Battalion                                              | 1951       | WAC                  | nem          | Vígjáték |
|         | The Congregation                                              | 1952       | Ismeretlen           | Ismeretlen   | Vallási  |

## Televízió
| Poster | Cím           | Megjelenés | Szerep | Hitelesített | Műfaj   |
| ------ | ------------- | ---------- | ------ | ------------ | ------- |
|        | The Cisco Kid | 1950       | Elaine | igen         | Western |

## Fordítás
Ez a szócikk részben vagy egészben  az   Ellen Hall című angol Wikipédia-szócikk ezen változatának fordításán alapul.  Az eredeti cikk szerkesztőit annak laptörténete sorolja fel. Ez a jelzés csupán a megfogalmazás eredetét és a szerzői jogokat jelzi, nem szolgál a cikkben szereplő információk forrásmegjelöléseként.